# Czyściec bulwiasty
Czyściec bulwiasty (Stachys affinis Bunge) – gatunek rośliny z rodziny jasnotowatych

## Występowanie
Roślina pochodząca z terenów Chin (prowincje: Gansu, Hebei, Hubei, Mongolia Wewnętrzna, Ningxia, Qinghai, Shaanxi, Shandong, Shanxi, Syczuan, Xinjiang). Jest uprawiany w wielu rejonach świata.

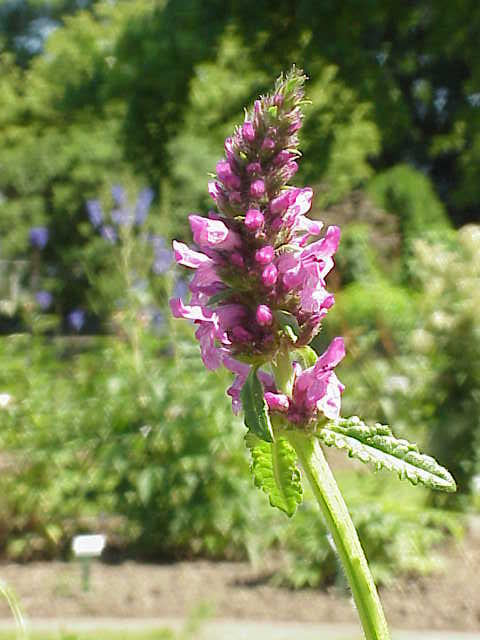
Kwiaty

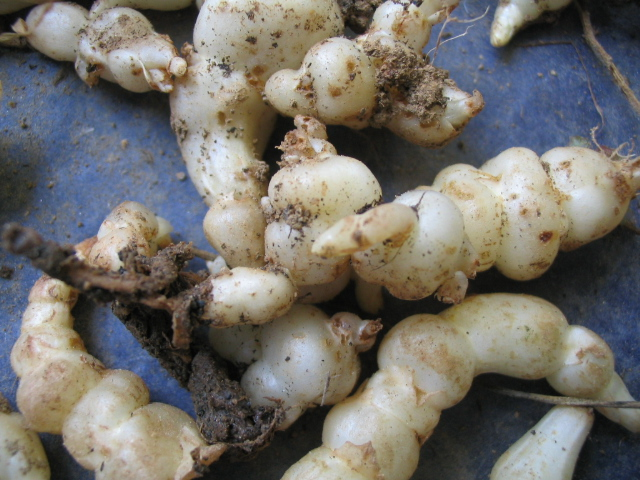
Jadalne bulwy

## Morfologia
Roślina o wysokości do 40 cm. Posiada podziemne części, tzw. rozłogi zakończone bulwiastymi zgrubieniami. Liście tej rośliny są podługowato-lancetowate, po brzegach widoczne są karby. Kwiaty kwitną bardzo rzadko, zebrane są w nibyokółkach.

## Zastosowanie
W Azji Wschodniej jest uprawiany jako warzywo (jego bulwy są jadalne).